# Paralabella curvicauda
Paralabella curvicauda är en tvestjärtart som först beskrevs av Victor Ivanovitsch Motschulsky 1863.  Paralabella curvicauda ingår i släktet Paralabella och familjen Labiidae. Inga underarter finns listade i Catalogue of Life.